# Đuro Janeković
Đuro Janeković (Zagreb, 1912. – Osijek, 1989.), hrvatski fotograf, jednim od najznačajnijih ličnosti hrvatske fotografije i jedan od prvih profesionalnih fotoreportera u europskim mjerilima (od 1930-ih)

## Životopis
Rodio se 1912. godine u Zagrebu. Od 1933. do 1935. godine djelovao je kao stalni fotoreporter Jugoslavenske štampe u Zagrebu u čijem izdanju izlaze Novosti, Kulisa i Koprive. Bio je među prvima koji su stvarali fotografijom u boji. Za povijest hrvatske fotografije važan kao presudna osoba u etabliranju fotografije kao struke u Hrvatskoj te je stoga rodonačelnikom fotoreportaže, angažirane fotografije, fotoreklama i športske fotografije u Hrvatskoj. Do kraja Drugoga svjetskog rata radio je kao profesionalni fotograf. Kao fotograf bio inovativan, avangardna stila, spajajući banalnu svakodnevnicu s umjetničkim, davajući i nebitnom važnu ulogu.
Član Fotokluba Zagreb. Izlagao je na izložbama u Beču, Münchenu, Buenos Airesu, Londonu, Oslu, Stockholmu, Amsterdamu, Pragu i tako dalje.  Višestruko je nagrađivan za svoje fotografske radove. Umro je u Osijeku 1989. godine.